# Calonotos helymus
Calonotos helymus är en fjärilsart som beskrevs av Pieter Cramer 1775. Calonotos helymus ingår i släktet Calonotos och familjen björnspinnare. Inga underarter finns listade i Catalogue of Life.

## Bildgalleri

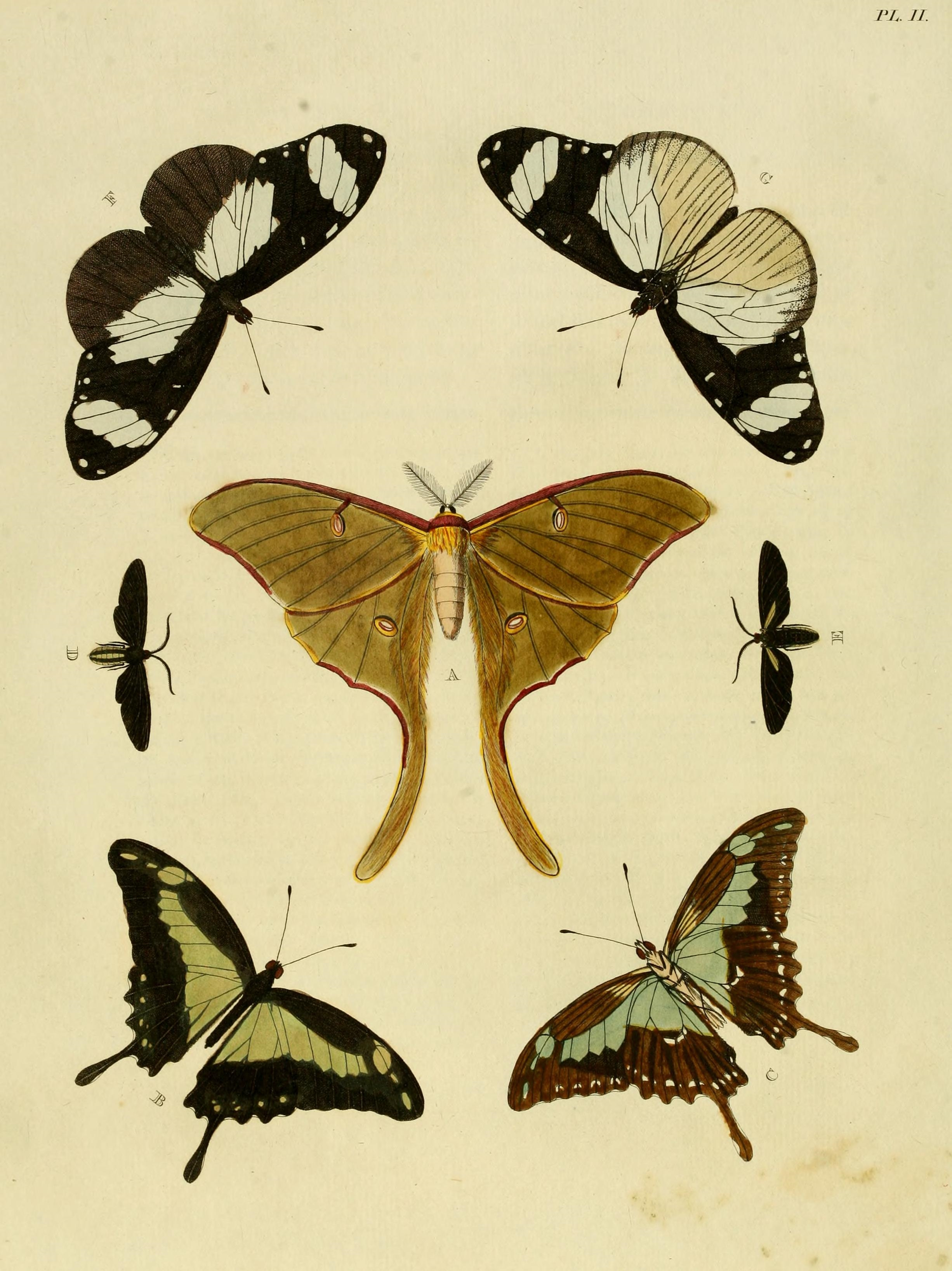
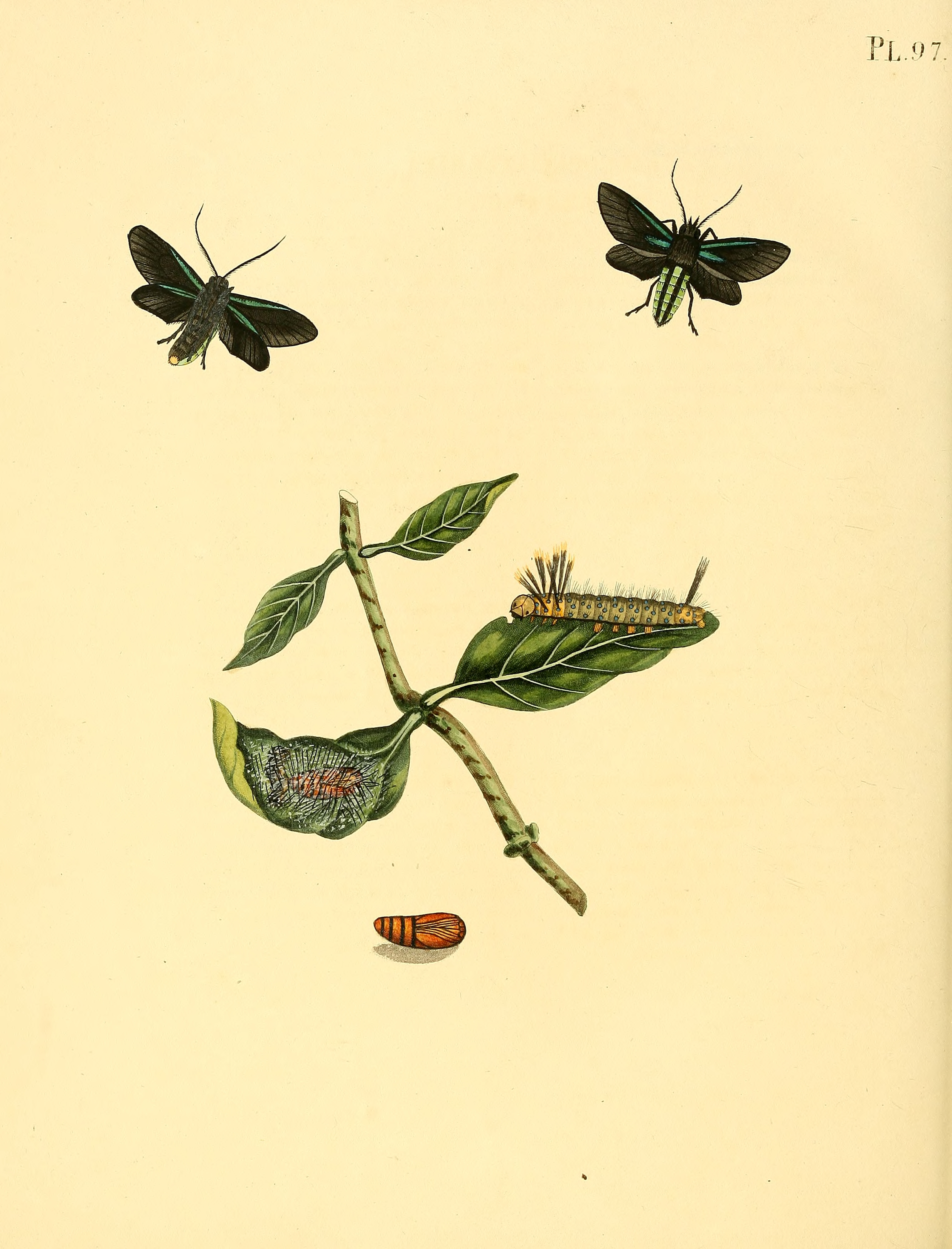
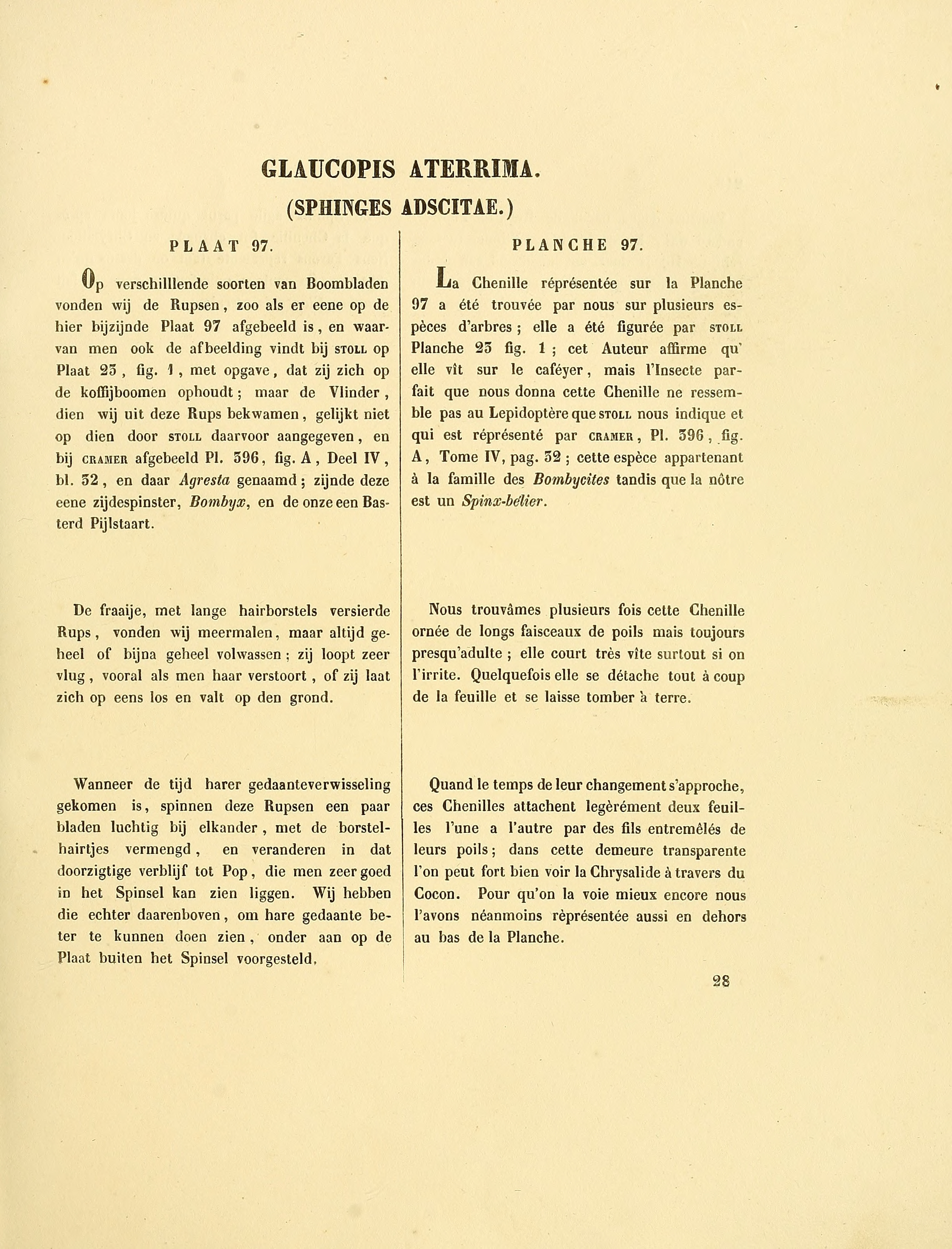
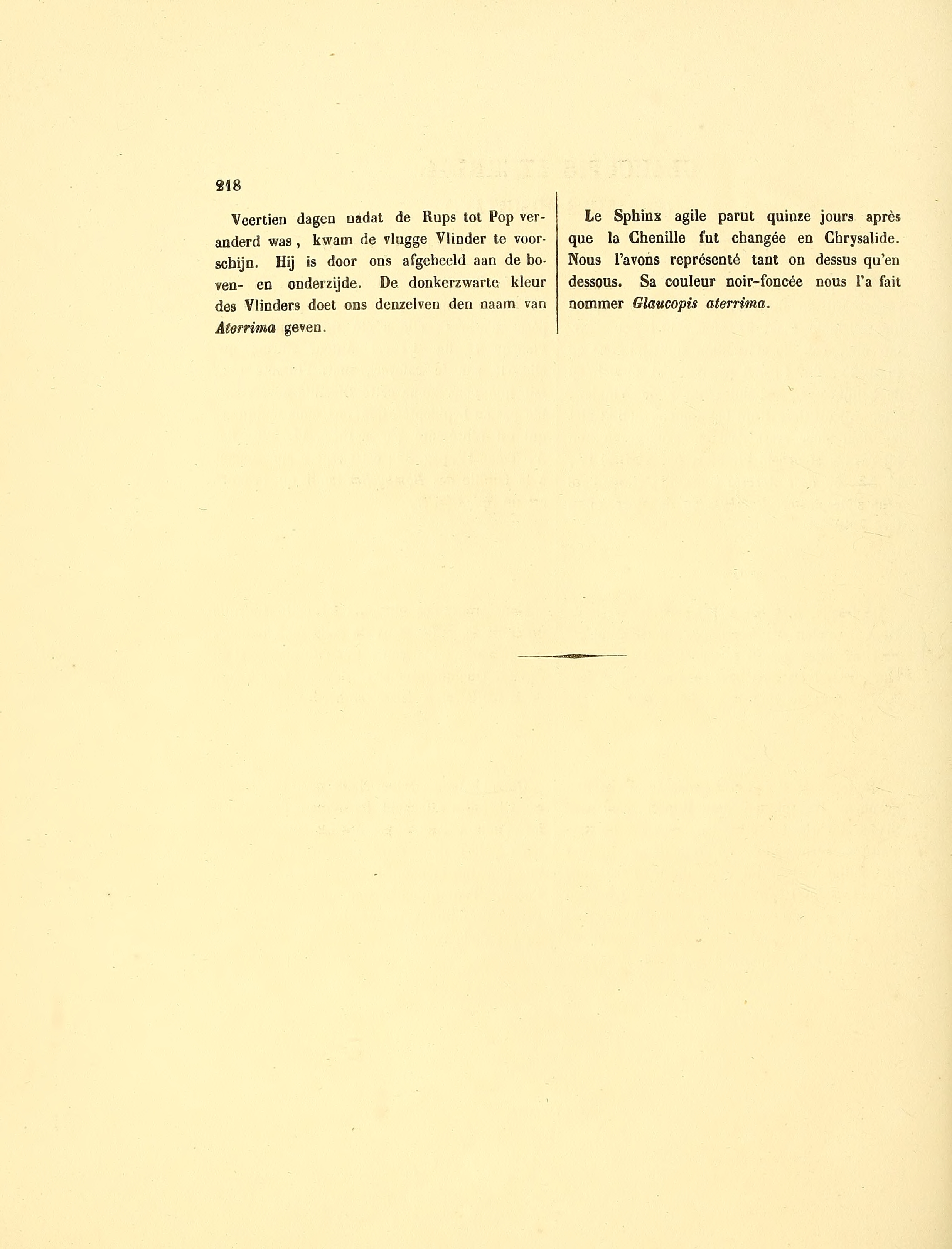